# Honoré Gabriel Riqueti de Mirabeau
(Risposta di Mirabeau all'inviato reale il 25 giugno 1789 all'Assemblea del Terzo stato)
Honoré Gabriel Riqueti, conte di Mirabeau, soprannominato l'oratore del popolo (Le Bignon, 9 marzo 1749 – Parigi, 2 aprile 1791), è stato un politico, scrittore, diplomatico, nobile, militare e rivoluzionario francese, leader dell'Assemblea nazionale costituente e agente segreto in difesa della monarchia costituzionale.
Definito «oratore di straordinaria potenza, [che] sapeva esercitare un fascino irresistibile sull'Assemblea e sulla folla», fu uno dei principali capi della prima parte della rivoluzione francese, schierato su posizioni riformiste, illuministe, liberali e moderate, fautore della fine dell'assolutismo monarchico e dei privilegi di nobiltà e Chiesa cattolica, e dei diritti del terzo stato. Morì improvvisamente nel 1791 e la rivoluzione prese la strada radicale che avrebbe condotto al regime del Terrore e alla repubblica.

## Biografia

### Un aristocratico liberale sotto l'ancien régime
(Honoré Gabriel Riqueti de Mirabeau)
Figlio maggiore di Victor Riqueti, marchese di Mirabeau, membro della famiglia Riquet e parente dei principi di Chimay ed economista di fama, e di Marie-Geneviève de Vassan, fu caratterizzato da una "bruttezza grandiosa e folgorante". Nacque con un piede storto (come quello del suo amico Talleyrand), due grandi denti e soprattutto una testa enorme, cosa che fece pensare che fosse idrocefalo. All'età di tre anni fu sfigurato da vaiolo mal curato. La sua infanzia fu segnata dalla severità di suo padre.
Dopo aver partecipato alla campagna di Corsica negli anni 1768-1769, sposò Émilie, figlia del potente marchese de Marignane, con la quale ebbe un figlio morto da piccolo. Dalla relazione con Edmée Adélaïde Baignières ebbe invece il figlio illegittimo Jean-Marie-Nicolas Lucas de Montigny (1782-1852). Da Sophie de Ruffey, ebbe Sophie Gabrielle, anche lei vissuta poco.
Sua moglie chiese la Separazione dei corpi nel 1782 e fu assistita da quello che sarebbe divenuto uno degli estensori del Codice napoleonico: Jean-Étienne-Marie Portalis. Mirabeau, avvocato egli stesso, si difese da sé in questo divorzio che suscitava scandalo; perse tuttavia la causa. Serbò un certo rancore verso Portalis, per esempio impedendogli di diventare deputato del Terzo Stato agli Stati generali del 1789 su nomina di Luigi XVI.

Blasone della famiglia Riqueti

Per sottrarlo ai creditori suo padre lo fece rinchiudere diverse volte nel castello di Vincennes e infine esiliare nel castello di Joux, nel dipartimento del Doubs, da dove fuggì nei Paesi Bassi con Sophie de Ruffey, moglie del marchese de Monnier, il presidente della Corte dei conti di Dole. Mirabeau fu condannato a morte in contumacia per sedizione e rapimento, poi catturato ed estradato ma la pena fu commutata in incarcerazione a tempo indeterminato; fu imprigionato nel castello di Vincennes dal 1777 al 1780, dove conosce il marchese de Sade, libertino e scrittore come lui, ma entrambi si detestano. 
Vi scrisse delle lettere, pubblicate dopo la sua morte con il titolo di Lettere a Sophie, capolavoro della letteratura di passione, e un virulento libello contro l'arbitrarietà della giustizia del suo tempo, Des lettres de cachet et des prisons d'État (Sulle lettre de cachet e le prigioni di Stato). Difendendosi sempre da solo, riesce a essere liberato facendo ribaltare la sentenza: fu assolto in appello e il marchese de Monnier condannato al pagamento di tutte le spese processuali.
Fu anche redattore del Journal l'Apocalypse. Incerta la sua appartenenza alla massoneria: alcuni fonti lo indicano come membro degli Illuminati di Baviera e della loggia parigina Le neuf soeurs, di cui facevano parte Benjamin Franklin, il barone d'Holbach e Voltaire nell'ultimo mese di vita. A Berlino conobbe Federico II di Prussia, il celebre monarca illuminato; Mirabeau commentò (la frase è attribuita anche al fratello): "la Prussia non è uno stato che possiede un esercito, è un esercito che possiede uno Stato".
Si avvicinò alle idee dell'illuminismo (specie a quelle di Montesquieu e Rousseau), degli enciclopedisti e specialmente della fisiocrazia, frequentando anche François Quesnay, collaboratore del padre. Con Condorcet partecipò alla Società degli amici dei Neri che chiedeva l'abolizione della schiavitù, e già prima della rivoluzione cominciò ad inviare al governo diverse proposte di riforma.
Diverse opere di Mirabeau sono molto critiche contro il cristianesimo e la religione.

### La Rivoluzione francese

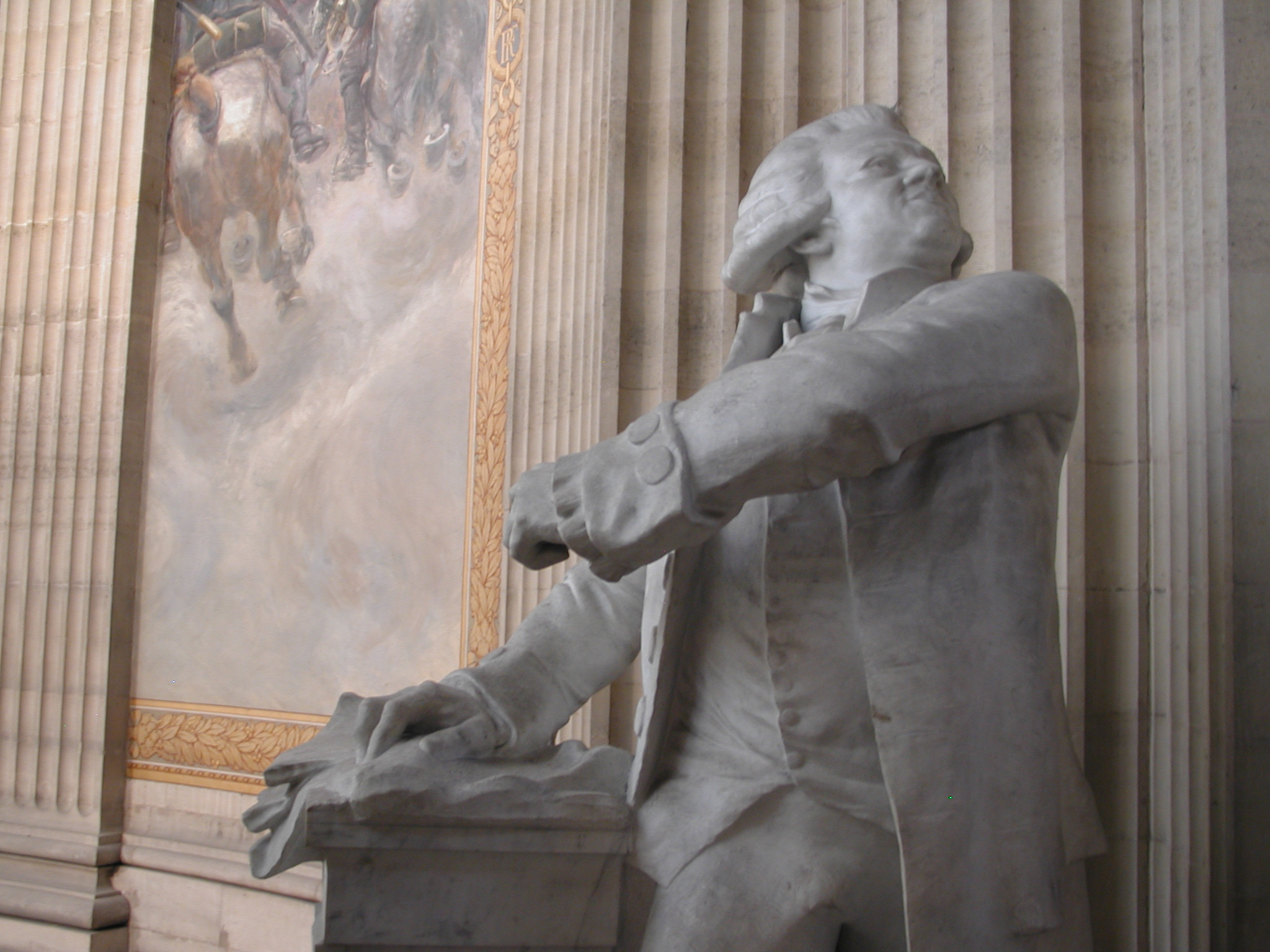
Al Panthéon è rimasta questa statua di Mirabeau, ma non la salma che, come è noto, è stata riesumata.

Il 7 maggio 1789 il giornale pubblicato dal 2 maggio da Mirabeau (il Courrier de Provence) venne sequestrato e fu emessa un'ordinanza di divieto a pubblicare le cronache delle sessioni degli Stati generali. Mirabeau non ne tenne conto e continuò a pubblicarli, insieme ad analisi sulle questioni politiche all'ordine del giorno, prima con la testata di Lettres du comte Mirabeau à ses commettants dal 10 maggio al 25 luglio 1789, poi con la testata Courrier de Provence, che continuò le pubblicazioni anche dopo la morte di Mirabeau, cessandole il 30 settembre 1791.
Mirabeau si presentò in Provenza alle elezioni degli Stati generali del 1789. Respinto dalla nobiltà, pubblicò un duro discorso indirizzato ai nobili provenzali. Fu quindi nominato dal Terzo Stato, a Aix-en-Provence e a Marsiglia. Alla stessa assemblea fu eletto come deputato dalla nobiltà di Limoges suo fratello André Boniface (1754-1792), anch'egli importante oratore ma su posizioni più conservatrici. 
L'11 luglio morì il padre, tre giorni prima la presa della Bastiglia.
Durante la rivoluzione rapidamente divenne uno dei più energici oratori dell'Assemblea Nazionale. Al suo discorso a Versailles (del 23 giugno 1789) fa risalire la legittimazione popolare del divieto di mandato imperativo.. 
Famosa la sua dichiarazione apocrifa durante la sessione regale del 23 giugno 1789, a Henri-Évrard de Dreux-Brézé, gran maestro di cerimonie, venuto a consegnare l'ordine di scioglimento dell'Assemblea costituente firmato dal re Luigi XVI e che Le Moniteur riportò due giorni dopo in questo modo:
La tradizione la semplifica in «Andate a dire ai vostri capi che siamo qui per la volontà del popolo e che ci strapperà da qui solo la potenza delle baionette ».
Si oppose alla persecuzione degli emigrati, fu favorevole alla Costituzione civile del clero e la notte del 4 agosto fu tra gli oratori che convinsero l'Assemblea a votare la fine del feudalesimo e di tutti i privilegi fiscali di nobiltà e alto clero. Tentò di allearsi con La Fayette e fu particolarmente opposto ai radicali come Jean-Paul Marat mentre di Robespierre disse "quest'uomo andrà lontano, perché egli crede in tutto ciò che dice".
Ai futuri giacobini del Club bretone, inizialmente rispose: «Siete Bretoni? I Francesi comandano.»
In seguito si unì alla prima versione del Club dei Giacobini, moderata. Nella seduta del 4 giugno 1790 alcuni membri del club proposero di appoggiare la candidatura di Emmanuel Joseph Sieyès a presidente dell'Assemblea Nazionale nella prossima seconda metà di giugno, quando fosse caduto l'anniversario della costituzione degli Stati generali in Assemblea Nazionale, della quale egli era stato animatore. La proposta fu respinta a maggioranza, perché erano in molti a diffidare di quell'uomo, considerato maestro d'intrighi, molto vicino a La Fayette, già tra i fondatori, il precedente aprile, della rivale Société de 1789. Offeso, l'abate Sieyès lasciò il club e con lui il duca di La Rochefaucauld d'Enville (cugino del più famoso duca La Rochefoucauld-Liancourt), Talleyrand, Mirabeau e La Chapelier, che confluirono nell'associazione di Lafayette.
Mirabeau tornò però in ottobre a frequentare il club dei giacobini. Consapevole dell'autorevolezza di questi come della debolezza politica della Société de 1789 (i futuri Foglianti, assoldato dalla corte in maggio, Mirabeau sperò di poter manovrare all'interno del club, dove già agivano agenti della monarchia come Bonnecarrère, Desfieux e altri, allo scopo di provocare e sfruttare le divisioni dei rivoluzionari.
Marat, frequentatore dei Giacobini e membro di spicco dei Cordiglieri di Danton e Desmoulins, vedeva in Mirabeau uno degli aristocratici apparentemente convertiti alla Rivoluzione, personaggi che in realtà tramavano contro il popolo e intendevano ripristinare il vecchio ordine sotto una nuova vernice. Il 14 luglio, anniversario della presa della Bastiglia, pubblicò l'Infernale progetto dei nemici della Rivoluzione, in cui attaccò Necker, La Fayette, Bailly e Mirabeau, chiamato «vile scellerato coperto di crimini e di obbrobrio, per il quale nulla è sacro [...] molle Sardanapalo che spoglierà la Francia dei suoi tesori, ridurrà la nazione alla miseria e finirà per mettere il regno all'asta per soddisfare le sue sudicie voluttà».
La difficoltà della monarchia causò poi un suo mutamento di politica, divenendo segretamente il più solido sostenitore di Luigi XVI e di Maria Antonietta, che incontrò privatamente nel 1790.
Nel febbraio del 1790 Luigi XVI era stato costretto ad approvare la bozza di Costituzione. In quel periodo cominciarono i contatti diretti tra i sovrani e il conte de Mirabeau, che decise di aiutare la monarchia, indirizzandola verso un modello costituzionale. 

"La bruttezza di Mirabeau, sovrapposta sul fondo della bellezza
tipica della sua razza, produceva una sorta di possente figura da Giudizio
Universale di Michelangelo […] La natura sembrava aver modellato
la sua testa o per l’impero o per la forca, e scolpito le sue braccia o
per stringere una nazione, o per rapire una donna. Quando scuoteva la
criniera e guardava il popolo ne arrestava lo slancio; quando levava la
zampa mostrando le unghie, la plebe correva furiosa. In mezzo allo
spaventoso disordine di una seduta l’ho visto nella tribuna, cupo,
brutto, immobile: faceva venire in mente il caos di Milton, impassibile
e senza forma al centro della sua confusione […] Traeva la sua energia
dai suoi vizi; quei vizi non nascevano da un temperamento frigido,
poggiavano su passioni profonde, brucianti, tempestose".
Sebbene Maria Antonietta disapprovasse la condotta morale dell'uomo, tuttavia accettò di farsi aiutare. Mirabeau, invece, ammirava la regina per la sua "virile" determinazione, tanto da giungere a dire: «Il re ha un solo uomo con sé: sua moglie!».
In cambio di denaro il deputato avrebbe mandato numerose annotazioni ai sovrani per chiarire la situazione politica, secondo il suo punto di vista. Mirabeau riuscì a far apporre nella carta costituzionale significativi miglioramenti per la situazione del re, tra cui l'inviolabilità, la sanzione regia e il diritto di veto, e i sovrani ne furono contenti. Nello stesso tempo, all'esterno, i sovrani erano visti dagli emigrati come dei traditori della causa monarchica; all'interno, invece, i parigini si abituarono a vedere il re come un traditore della nazione, meritevole di essere punito con la morte. Partecipò alle votazioni per l'avanzato Codice penale francese del 1791.
All'inizio del 1791, Mirabeau si ammalò, facendo pensare in seguito a qualcuno ad un avvelenamento, ma la causa della sua morte è in genere considerata un residuo della sua vita dissoluta e di qualche infezione contratta in passato, probabilmente in prigione. Durante gli ultimi mesi di vita fu curato e assistito da Pierre Jean Georges Cabanis. 
Morì improvvisamente a Parigi il 2 aprile 1791 a causa di pericardite, dopo essere peggiorato; i parigini coprirono di paglia la via adiacente all'albergo dove alloggiava, per non disturbarlo durante i suoi ultimi giorni di vita. La via divenne poco dopo Rue Mirabeau. Poco prima della morte era stato eletto presidente dell'Assemblea Nazionale. Il fratello deputato morì anche lui l'anno dopo.
Il suo corpo fu trasferito in gran pompa al Pantheon di Parigi, compianto da tutta la Nazione, dove rimase fino al 12 settembre 1794. Alla notizia della sua morte, Marat pubblicò invece, il 4 aprile, l'Orazione funebre di Riqueti, detto Mirabeau: «Popolo, rendi grazie agli Dei. Il tuo più terribile nemico è caduto sotto la falce della Parca! [...] Serba le tue lacrime per i tuoi difensori integri: ricordati che egli era uno dei lacchè nati dal despota». La maggioranza della Francia invece lo onorò. Tuttavia la scoperta di documenti segreti, nel novembre 1792, rivelò i suoi continui contatti clandestini con il re e la sua corte: con la speranza di divenire ministro di una monarchia costituzionale, aveva prodigato consigli e dato informazioni. Il re deposto fu ghigliottinato a causa di questi documenti.

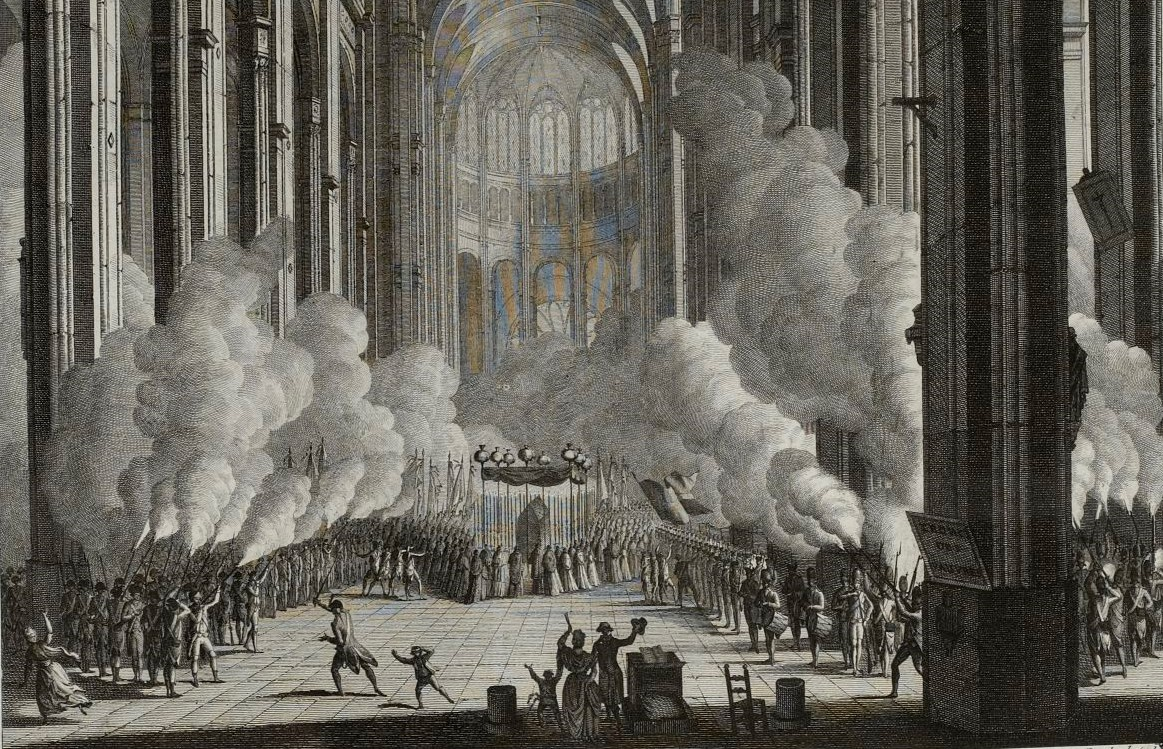
Funerali di Mirabeau il 4 aprile 1791 nella chiesa di Saint-Eustache (Museo della Rivoluzione francese).

Le sue spoglie furono quindi rimosse dal Pantheon, anche se solo nell'autunno nel 1794 (periodo della Convenzione termidoriana), rimpiazzate da quelle di Marat per tentare di conquistare il favore dei sanculotti (21 settembre, anniversario della Repubblica, con un doppio cerimoniale organizzato da Jacques-Louis David), e trasferite nel vecchio Cimitero di Sainte-Geneviève; quando questo cimitero venne venduto e smantellato, e i resti (come quelli di altri cimiteri parigini) furono trasferiti con gli altri sepolti nelle catacombe di Parigi, la marchesa Lasteyrie de Saillant, sua sorella, chiese di spostare la salma del conte per essere inumata nel Cimitero di Clamart, in una tomba anonima. Nonostante alcune ricerche sul luogo, condotte nel 1889, dove sorgeva il cimitero, il corpo non fu più ritrovato; secondo alcune testimonianze, tempo dopo la sepoltura a Clamart, i resti mortali vennero nuovamente riesumati da ignoti e gettati nelle fogne di Parigi, oppure furono erroneamente portati nelle catacombe già nel 1833 quando Clamart venne chiuso. Secondo altri, si tratta di testimonianze senza prove effettive e probabilmente Mirabeau riposa ancora oggi nello stesso luogo dove un tempo sorgeva il cimitero di Sainte-Geneviève, attiguo al Panthéon.

## Opere

### Discorsi politici
- 1785: Dénonciation de l’agiotage au roi et à l’assemblée des notables
- 1787 : Suite de la dénonciation de l’agiotage au roi et à l’assemblée des notables
- 14 décembre 1788 : Sur la liberté de la presse
- 1789: Sur la Contribution du quart
- 1790: Au club des Jacobins, discours contre la traite des Noirs
- 1790: Sur le Droit de paix et de guerre
- 1790: Sur la Constitution civile du clergé
- 1791: Sur l’Émigration

### Scritti
- Essai sur le despotisme, publié anonymement? 1775 Londres .
- [anonyme] Histoire du regne de Philippe II, Par M. Watson..., Amsterdam, chez D. J. Changuion, 4 tomes, 1778, traduction avec Jean-Baptiste Durival[29]. Tome 1 numérisé.
- Lettres originales de Mirabeau, écrites du donjon de Vincennes, pendant les années 1777, 1778, 1779 et 1780, contenant tous les détails sur sa vie privée, ses malheurs et ses amours avec Sophie Ruffei, marquise de Monnier, recueillies par Pierre Louis Manuel (Ce sont les célèbres Lettres à Sophie). Autre édition :  Mirabeau e Évelyne Lever, Lettres à Sophie de Monnier 1777-1780, in Mirabeau, les amours qui finissent ne sont pas les nôtres, collana La bibliothèque d'Évelyne Lever, Tallandier, 2013, ISBN 979-10-210-0989-9.
- Des lettres de cachet et des prisons d’État, Hambourg, 1782
- Ma conversion, Paris, 1783 réédité notamment sous le titre Le Libertin de qualité ; repris dans Romanciers libertins du siecle XVIII, tomo II, Bibliothèque de la Pléiade, Paris 2005].
- Considérations sur l’ordre de Cincinnatus, ou Imitation d’un pamphlet anglo-américain, suivies… d’une Lettre… du général Washington… et d’une Lettre de feu M. Turgot,… au dr. Price sur les législations américaines, Londres, 1784
- Doutes sur la liberté de l'Escaut, Londres, 1784 .
- Lettres à M. Lecoulteux de la Noraye sur la Banque de Saint-Charles et la Caisse d'escompte, Paris 1785.
- Sur les actions de la Compagnie des eaux, Paris, 1785.
- Le Rideau levé ou l’éducation de Laure, 1786 [L'attribution traditionnelle de cet ouvrage à Mirabeau est fortement contestée par Jean-Pierre Dubost[30]]
- Sur Moses Mendelssohn, sur la réforme politique des juifs et en particulier sur la Révolution tentée en leur faveur en 1753 dans la Grande-Bretagne, Londres, 1787
- De la monarchie prussienne sous Frédéric le Grand, vol. 1, Londra, 1788..
- Correspondance de M. C*** [Cerutti] et de M. le comte de Mirabeau, sur le RAPPORT de M. NECKER ET sur l’arrêt du conseil du 29 décembre, qui continue pour six mois, force de monnoie au Papier de la Caisse d’Escompte, 1789. Numérisée.
- Arlequin réformateur dans la cuisine des moines, ou Plan pour réprimer la gloutonnerie monacale, 1789, Rome (pour Paris)
- Élégies de Tibulle, suivies des Baisers de Jean Second, 2 volumes, traduction de Mirabeau, Paris, 1798.
- Chefs-d'œuvre oratoires de Mirabeau, précédé d'une notice biographique, tome premier, éd. Collin de Plancy, 1822.
- L’Œuvre érotique du comte de Mirabeau, (inclut Erotika Biblion, Ma Conversion, Hic et hec [paternité contestée, cf. note 22], Le Rideau levé, ou L’Éducation de Laure [paternité contestée, cf. note 22], Le Chien après les moines, Le Degré des âges du plaisir) introduction, essai bibliographique et notes de Guillaume Apollinaire, Paris, Bibliothèque des curieux, 1921
- Erotika Biblion, Abstrusum excudit, Rome (pour Paris), 1783 [réédition critique par Jean-Pierre Dubost sous le titre Erotika Biblion, Honoré Champion, Paris, 2009. Nouvelle édition critique de l'Erotika Biblion par Emmanuel Dufour-Kowalski. Editions Slatkine, Genève, 2022].
- M. Merilhou, Œuvres de Mirabeau, P. Dupont libraire, Brissot-Thivars libraire, Paris, 1827.

## Cultura di massa
Il conte di Mirabeau è stato interpretato dall'attore Peter Ustinov nella miniserie televisiva La rivoluzione francese (1989) pur essendo molto più anziano del personaggio (Ustinov aveva già 68 anni mentre Mirabeau ne aveva solo 40 allo scoppio della rivoluzione).
Mirabeau è presente nel videogioco del 2014 ambientato durante la rivoluzione francese, Assassin's Creed: Unity. È rappresentato come il leader degli Assassini, e, al contrario di gran parte dei suoi predecessori, lavorò per stabilire una pace con l'ordine dei templari. Piuttosto che morire di morte naturale, fu avvelenato con dell'aconito da un confratello Assassino contrario alle trattative con i nemici Templari. Viene doppiato da Harry Standjofski nella versione originale.